# 5290 Langevin
5290 Langevin eller 1990 OD4 är en asteroid i huvudbältet som upptäcktes den 30 juli 1990 av den amerikanske astronomen Henry E. Holt vid Palomarobservatoriet. Den är uppkallad efter Yves Langevin.
Asteroiden har en diameter på ungefär 17 kilometer.